# Władysław Weryho
Władysław Weryho (ur. 25 sierpnia?/6 września 1896 w Połocku, zm. 21 września 1982 w Londynie) – pułkownik dyplomowany saperów Polskich Sił Zbrojnych.

## Życiorys
Władysław Weryho urodził się 6 września 1896 roku w Połocku, na terytorium ówczesnej guberni witebskiej. W 1913 roku ukończył siedmioklasowe gimnazjum realne w Wielkich Łukach i tam zdał maturę. W 1915 roku, po trzecim semestrze studiów w Dońskim Instytucie Politechnicznym w Nowoczerkasku, został powołany do służby wojskowej w Armii Imperium Rosyjskiego. W 1916 roku ukończył Mikołajewską Szkołę Inżynieryjną w Piotrogrodzie i po mianowaniu oficerem do listopada 1917 roku służył w armii rosyjskiej na froncie, gdzie był dowódcą plutonu, a następnie dowódcą kompanii saperów.
W marcu 1919 roku rozpoczął służbę w Wojsku Polskim. Jako dowódca kompanii saperów w 3 batalionie saperów z 2 pułku saperów Kaniowskich brał udział w walkach na froncie wschodnim. W latach 1921–1922, był dowódcą kompanii saperów w 3 batalionie saperów. W 1923 roku ukończył dziewięciomiesięczny kurs w Kościuszkowskim Obozie Szkolnym Saperów, po którym wrócił na poprzednie stanowisko. 3 listopada 1924 roku został powołany na dwuletni kurs Oficerskiej Szkoły Topografów w Warszawie.
Od 1926 roku, po ukończeniu Oficerskiej Szkoły Topografii, pracował w Szkole Podchorążych Inżynierii jako dowódca kompanii podchorążych, a następnie wykładowca i starszy wykładowca topografii. W latach 1931–1933 był słuchaczem Wyższej Szkoły Wojennej w Warszawie. Z dniem 1 października 1933 roku, po ukończeniu kursu i uzyskaniu tytułu naukowego oficera dyplomowanego, został przeniesiony do Wyższej Szkoły Wojennej na stanowisko wykładowcy. Następnie odbył staż w Centrum Broni Pancernej w Modlinie, po którym został wyznaczony na kierownika Katedry Taktyki Saperów w Wyższej Szkole Wojennej. W 1937 roku został wyznaczony na stanowisko zastępcy dowódcy 4 batalionu saperów w Przemyślu. W sierpniu 1938 roku, w ramach manewrów, objął dowództwo zmotoryzowanego batalionu saperów - pododdziału przeznaczonego do wojennego składu 10 Brygady Kawalerii. Na czele tego pododdziału wziął udział w akcji na Zaolziu. W listopadzie 1938 roku został dowódcą 5 batalionu saperów w Krakowie.
W 1939 roku, na bazie swego 5 batalionu saperów, zmobilizował: 6, 21, 55 i 65 bataliony saperów oraz osiem innych jednostek saperskich, a także Ośrodek Zapasowy Saperów. Na wojnę odszedł na swój przydział na okres „W” – do sztabu gen. Dąbkowskiego.
Po kampanii wrześniowej przedostał się do Francji, gdzie został dowódcą saperów 1 Dywizji Piechoty, a następnie zastępcą komendanta Centrum Wyszkolenia Saperów w Angers. Po upadku Francji przybył do Anglii. Od 9 do 28 sierpnia 1940 roku dowodził 1 batalionem saperów po czym został przeniesiony do Sztabu Naczelnego Wodza. W sierpniu 1942 roku został dowódcą Oddziałów Saperów Dywizyjnych 1 Dywizji Pancernej. We wrześniu 1943 roku został przeniesiony do Inspektoratu Wyszkolenia Wojska. Jednocześnie był wykładowcą w Wyższej Szkole Wojennej w Anglii, na którym to stanowisku pracował przez całą swoją dalszą służbę. Po demobilizacji w Anglii.

## Awanse
- podporucznik – 1920[8]
- porucznik – 1921[9]
- kapitan – 1 grudnia 1924 roku ze starszeństwem z dniem 15 sierpnia 1924 roku i 18. lokatą w korpusie oficerów inżynierii i saperów[10][11]
- major – ze starszeństwem z dniem 1 stycznia 1931 i 8. lokatą[12]
- podpułkownik – ze starszeństwem z dniem 19 marca 1938[13]
- pułkownik

## Ordery i odznaczenia
- Krzyż Walecznych (trzykrotnie, w 1919)
- Złoty Krzyż Zasługi (11 listopada 1937)[14]
- Medal Pamiątkowy za Wojnę 1918–1921
- Odznaka naukowa absolwenta Oficerskiej Szkoły Topografów[15]
- Medal 10 Rocznicy Wojny Niepodległościowej (Łotwa)[16]